# 高砂悬钩子
高砂悬钩子（学名：Rubus nagasawanus），一名粗毛懸鉤子，为蔷薇科悬钩子属的植物，为中国的特有植物。分布在苏门答腊、印度尼西亚、菲律宾、台湾岛等地，多生长在生高海拔丛林内，目前尚未由人工引种栽培。